# 鹿特丹博物馆列表
以下是荷兰鹿特丹的博物馆：
- 大西洋壁垒博物馆（荷兰语：Atlantikwall Museum (Hoek van Holland)）
- 斯托尔克图集（荷兰语：Atlas van Stolk）
- 税务及海关博物馆（荷兰语：Belasting & Douane Museum）
- 鹿特丹图书馆（荷兰语：Bibliotheek Rotterdam）和鹿特丹中央音樂圖書館（荷兰语：Centrale Discotheek Rotterdam）（ & ）
- BLAAK10画廊和商店（BLAAK10 Gallery & Store）
- 视觉艺术中心（荷兰语：Centrum Beeldende Kunst）
- 沙博博物馆
- 库奇·斯诺埃（Cokkie Snoei）
- CUCOSA（CUCOSA）
- 费耶诺德博物馆-位于De Kuip即费耶诺德球场内
- 鹿特丹照片廊/照片学会（Fotogalerie Rotterdam/Fotoacademie）
- 阿特利耶·绅士街画廊（Galerie Atelier Herenplaats）
- 克里斯蒂安·欧文斯画廊（Galerie Christian Ouwens）
- 注目画廊（Galerie De Aanschouw）
- 弗兰克·塔尔画廊（Galerie Frank Taal）
- VIVID画廊（Galerie VIVID）
- 伊丽丝·科内利斯画廊（Galerie IRIS CORNELIS）
- 鹿特丹市档案馆（荷兰语：Gemeentearchief Rotterdam）
- 歌德学院（Goethe-Institut）
- 港口博物馆（荷兰语：Havenmuseum）
- 豪厄林电话博物馆（荷兰语：Houweling Telecom Museum）
- 索内费尔德住宅（荷兰语：Huis Sonneveld）
- 克拉林斯博物馆
- 方房子（荷兰语：Kubuswoning）
- 鹿特丹艺术馆（Kunsthal Rotterdam）
- 拉斯帕尔马斯（荷兰语：Las Palmas） (Nederlands Fotomuseum, LP II, SKVR BeeldFabriek)
- MAMA：鹿特丹媒体和活动艺术展示室（MAMA: Showroom for Media and Moving Art Rotterdam）
- 海军陆战队博物馆（荷兰语：Mariniersmuseum）
- 鹿特丹海事博物馆
- MK画廊
- 蒙蒂和阿翁美發
- 博伊曼斯·范伯宁恩美术馆
- 鹿特丹博物馆（荷兰语：Maritiem Museum Rotterdam）
  - 斯希兰住宅（荷兰语：Schielandshuis）
  - 双棕榈树（荷兰语：De Dubbelde Palmboom）
- 松内费尔德住宅家庭博物馆
- 鹿特丹家庭博物馆
- 国家教育博物馆（荷兰语：Museumwoning Huis Sonneveld）
- 鹿特丹自然史博物馆
- 荷兰建筑研究所（荷兰语：Nederlands Architectuurinstituut）
- 荷兰照片博物馆
- NieuweOntwerpers.nl
- 眼科医院焦点诊所
- 公共交通博物馆
- P S Zituaction
- 赖尔兹迷你世界（荷兰语：Railz Miniworld）
- 小红帽
- 鹿特丹电车博物馆
- 鹿特丹广播-电视-计算机博物馆
- SARATIMTRUST
- 国际象棋博物馆
- 德代尔夫特船厂（荷兰语：Scheepswerf De Delft）
- 鹿特丹国际雕塑（Sculpture International Rotterdam）
- 老楞佐教堂仓库（Stichting Laurenskerk）
- 荷兰蒸汽机车仓库（荷兰语：Stoom Stichting Nederland）
- 鹿特丹TENT（荷兰语：TENT Rotterdam）-视觉艺术中心
- 不稳定媒体V2研究所（V2_Instituut voor de Instabiele Media）
- 斑马别墅（荷兰语：Villa Zebra）
- 贵宾国际艺廊（VIPs International Art Galleries）
- 旗帜游行（荷兰语：Vlaggenparade Rotterdam） - 一个展示世界旗帜的室外场所
- 世界博物馆
- 维特·德维茨（荷兰语：Witte de With (Centrum voor hedendaagse kunst)）-当代艺术中心